# Ułeczki
Ułeczki [uˈwɛt͡ʂki] est un village polonais de la gmina de Kuźnica dans le powiat de Sokółka et dans la voïvodie de Podlachie.